# كلية طب جامعة ولاية بنسلفانيا
كلية طب جامعة ولاية بنسلفانيا (بالإنجليزية: Pennsylvania State University College of Medicine)‏ هي إحدى الكليات لتدريس الطب في الولايات المتحدة الأمريكية. تقع في مدينة هرشي في ولاية بنسلفانيا الأمريكية. نوع الشهادة الطبية التي يتم تحصيلها هناك هي دكتور في الطب.